# Masseler
Masseler – wieś (Uertschaft) w północnym Luksemburgu, w kantonie Wiltz, w gminie Goesdorf. Do 3 października 2015 miejscowość leżała w dystrykcie Diekirch. Liczy 55 mieszkańców (31 grudnia 2022).